# Żelazna Góra
Żelazna Góra [ʐɛˈlazna ˈɡura] (tiếng Đức: Eisenberg)  là một ngôi làng ở quận hành chính của Gmina Braniewo, trong huyện Braniewski, Warmińsko-Mazurskie, ở miền bắc Ba Lan, gần biên giới với Kaliningrad của Nga. Nó nằm khoảng 14 kilômét (9 mi) về phía đông của Braniewo và 74 km (46 mi) phía tây bắc của thủ đô khu vực Olsztyn.
Làng có dân số 394.